# U-20-Fußball-Südamerikameisterschaft der Frauen
Die U-20-Fußball-Südamerikameisterschaft der Frauen (span. Sudamericano Femenino Sub-20) ist ein Fußballwettbewerb zwischen den Nationalmannschaften Südamerikas für Fußballspielerinnen unter 20 Jahren. Das Turnier wird seit 2004 in der Regel alle zwei Jahre ausgetragen und dient zudem als Qualifikation für die U-20-Fußball-Weltmeisterschaft der Frauen, wobei sich bis 2022 jeweils die beiden Finalisten qualifizieren. 2024 nehmen neben Gastgeber Kolumbien noch Brasilien, Paraguay, Argentinien und Venezuela an der WM teil, da die Zahl der Teilnehmer auf 24 erhöht wurde.
Amtierender Titelträger und Rekordsieger ist Brasilien, das alle zehn bislang ausgetragenen Wettbewerbe gewinnen konnte. Neben Brasilien konnte sich Argentinien mit drei Vizemeisterschaften und einem vierten Platz (2024) am häufigsten für die Weltmeisterschaft qualifizieren.

## Die Turniere im Überblick
| Jahr         | Gastgeber   | Finale        | Finale        | Finale        | Spiel um Platz drei | Spiel um Platz drei | Spiel um Platz drei |
| Jahr         | Gastgeber   | Sieger        | Ergebnis      | Zweiter Platz | Dritter Platz       | Ergebnis            | Vierter Platz       |
| ------------ | ----------- | ------------- | ------------- | ------------- | ------------------- | ------------------- | ------------------- |
| 2004 Details | Brasilien   | Brasilien     | (Ligasystem)  | Paraguay      | Ecuador             | (Ligasystem)        | Bolivien            |
| 2006 Details | Chile       | Brasilien     | (Ligasystem)  | Argentinien   | Paraguay            | (Ligasystem)        | Peru                |
| 2008 Details | Brasilien   | Brasilien     | (Ligasystem)  | Argentinien   | Paraguay            | (Ligasystem)        | Chile               |
| 2010 Details | Kolumbien   | Brasilien     | 2:0           | Kolumbien     | Paraguay            | 6:0                 | Chile               |
| 2012 Details | Brasilien   | Brasilien     | (Ligasystem)  | Argentinien   | Kolumbien           | (Ligasystem)        | Paraguay            |
| 2014 Details | Uruguay     | Brasilien     | (Ligasystem)  | Paraguay      | Kolumbien           | (Ligasystem)        | Bolivien            |
| 2015 Details | Brasilien   | Brasilien     | (Ligasystem)  | Venezuela     | Kolumbien           | (Ligasystem)        | Argentinien         |
| 2018 Details | Ecuador     | Brasilien     | (Ligasystem)  | Paraguay      | Kolumbien           | (Ligasystem)        | Venezuela           |
| 2020 Details | Argentinien | abgebrochen 1 | abgebrochen 1 | abgebrochen 1 | abgebrochen 1       | abgebrochen 1       | abgebrochen 1       |
| 2022 Details | Chile       | Brasilien     | (Ligasystem)  | Kolumbien     | Uruguay             | (Ligasystem)        | Venezuela           |
| 2024 Details | Ecuador     | Brasilien     | (Ligasystem)  | Paraguay      | Kolumbien           | (Ligasystem)        | Argentinien         |

## Rangliste
| Rang | Land        | Sieger | Zweiter | Dritter | Vierter |
| ---- | ----------- | ------ | ------- | ------- | ------- |
| 1    | Brasilien   | 10     | 0       | 0       | 0       |
| 2    | Paraguay    | 0      | 4       | 3       | 1       |
| 3    | Argentinien | 0      | 3       | 0       | 2       |
| 4    | Kolumbien   | 0      | 2       | 5       | 0       |
| 5    | Venezuela   | 0      | 1       | 0       | 2       |
| 6    | Ecuador     | 0      | 0       | 1       | 0       |
| 6    | Uruguay     | 0      | 0       | 1       | 0       |
| 8    | Chile       | 0      | 0       | 0       | 2       |
| 8    | Bolivien    | 0      | 0       | 0       | 2       |
| 10   | Peru        | 0      | 0       | 0       | 1       |

(Stand nach zehn Austragungen)

## Abschneiden bei derU-20-Weltmeisterschaft
| World Cup   | 2002 | 2004 | 2006 | 2008 | 2010 | 2012 | 2014 | 2016 | 2018 | 2022 | 2024 |
| ----------- | ---- | ---- | ---- | ---- | ---- | ---- | ---- | ---- | ---- | ---- | ---- |
| Argentinien |      |      | VR   | VR   |      | VR   |      |      |      |      | Q    |
| Brasilien   | HF   | HF   | 3.   | VF   | VR   | VR   | VR   | VF   | VR   | 3.   | Q    |
| Chile       |      |      |      | VR   |      |      |      |      |      |      |      |
| Kolumbien   |      |      |      |      | HF   |      |      |      |      | VF   | Q    |
| Paraguay    |      |      |      |      |      |      | VR   |      | VR   |      | Q    |
| Venezuela   |      |      |      |      |      |      |      | VR   |      |      | Q    |

(Legende: HF=Halbfinale, VF=Viertelfinale, VR=Vorrunde, Q=Qualifiziert)

## Trivia
- Brasilien hat erstmals am 20. April 2024 gegen Kolumbien mit 1:2 ein Spiel verloren. Zuvor gab es in 61 Spielen 56 Siege und 5 Unentschieden, danach wieder fünf Siege. In den Jahren 2004, 2008, 2010, 2012, 2018 und 2022 gewann Brasilien das Turnier ohne Punktverlust – 2008 und 2022 sogar ohne ein einziges Gegentor.[1]
- Der höchste Sieg gelang Uruguay mit 13:0 gegen Bolivien in der Vorrunde 2022.[2]
- Viermal schied ein Team punkt- und torlos nach der Vorrunde aus: Venezuela (2004), Bolivien (2010 und 2024) und Peru (2022). Im Jahr 2020 schied Peru zwar ebenfalls ohne eigenen Treffer aus, holte beim 0:0 gegen Chile aber zumindest einen Punkt.